# Grupo Untia

El Seminario de Estudios Mariñanes (en gallego Seminario de Estudios Mariñáns), más conocido como Grupo Untia, fue un grupo de intelectuales nacido en 1979, cuya actividad principal era la recuperación, recopilación y preservación del patrimonio histórico y etnográfico de Betanzos.

## Historia
El Grupo Untia fue creado por Santiago de la Fuente García, S.J. y del que fue su Presidente Honorario. Nació como nexo de unión entre el entonces cronista oficial de Betanzos, Francisco Vales Villamarín (que fallecería en 1982) y una nueva generación de investigadores, historiadores, arquitectos y dibujantes. Contribuyó decisivamente, desde sus orígenes, a la fundación del Museo das Mariñas, recopilando piezas y coordinando su montaje durante los primeros años de la década de 1980. En 1982 recibió el encargo de la elaboración del Anuario Brigantino, revista cultural del Ayuntamiento de Betanzos, para posteriormente editar su propia publicación, de la que verían la luz tres ejemplares, entre los años 1985 y 1987. También coordinó los contenidos del programa de fiestas de la localidad entre los años 1985 y 1987. Desde su formación, y hasta 1988, organizó exposiciones, conferencias y actividades culturales relacionadas con la cultura brigantina.
Se constituyó como asociación en 1984, y en la actualidad permanece inactivo.

## Miembros de número
Entre los integrantes del Grupo, en sus distintas épocas, se encontraban los siguientes:
- María Teresa Amado Rodríguez - Filóloga
- Xoán Manuel Andrade Vidal - Dibujante y profesor
- Santiago de la Fuente García, S.J. - Sacerdote e investigador
- Alfredo Erias - Historiador y dibujante
- Eduardo Fuentes Abeledo - Pedagogo. Investigador de Ciencias de la Educación
- Manuel García-Fuentes de la Fuente - Historiador y catedrático universitario
- Xosé Antón García González-Ledo - Dibujante
- Carmen Molina Taboada - Historiadora
- Jesús Núñez Fernández - Pintor, escultor y grabador
- José Raimundo Núñez-Varela y Lendoiro - Historiador
- José Ramón Soraluce Blond - Arquitecto y catedrático universitario
- Antonio Río López - Cineasta documentalista
- José Enrique Rivadulla Porta - Genealogista
- Fernando Urgorri Casado - Historiador
- Francisco Vales Villamarín - Historiador y profesor
- Ismael Velo Pensado - Sacerdote e historiador

## Publicaciones
- Untia 1. Betanzos. 1985.
- Untia 2. Betanzos. 1986.
- Untia 3. Betanzos. 1987.